# In the Wake of Poseidon
Albums de King Crimson
In the Court of the Crimson King
(1969) Lizard
(1970)
Albums par anciens musiciens de King Crimson :
a). Greg Lake
In the Court of the Crimson King
(1969) Greg Lake
(1981)
b). Michael Giles
In the Court of the Crimson King
(1969) McDonald and Giles
(1971)
Albums par futurs musiciens de King Crimson :
a). Gordon Haskell
Sail in My Boat
(1969) Lizard
(1970)
b). Mel Collins
Circus
(1969) Lizard
(1970)
Singles
1. Cat Food
Sortie : 13 mars 1970

In the Wake of Poseidon est le deuxième album studio du groupe de rock progressif anglais,  King Crimson. Il sort, au Royaume -Uni, le 15 mai 1970 sur le label Island Records et est produit par Robert Fripp et Peter Sinfield.

## Historique
À la fin de la tournée américaine de In the Court of the Crimson King, Ian McDonald, Greg Lake et Michael Giles quittent le groupe. Après avoir participé à l'enregistrement de l'album, Lake rejoint Keith Emerson et Carl Palmer pour former le trio Emerson, Lake and Palmer. Quant à Ian McDonald avec le batteur Michael Giles, il enregistre l'unique album McDonald and Giles. En 1970, Fripp et Sinfield poursuivent l'aventure en studio avec divers musiciens proches de Keith Tippett. Robert Fripp a demandé à ce dernier de rejoindre la formation, mais Tippett décline poliment. Il y apportera néanmoins sa collaboration. Le groupe enregistre alors cet album, avec les frères Michael et Peter Giles ainsi que Greg Lake, qui adopte une structure et un imaginaire proche de l'album précédent, lui permettant de renforcer son succès. Les nouveaux musiciens Gordon Haskell et Mel Collins participent sur l'album à titre d'invités, ils se grefferont au groupe officiellement sur le prochain disque. 

## Description et spécificités
Paru quelques mois seulement après le premier album du groupe, il est souvent considéré comme le petit frère de celui-ci : les accords puissants de Pictures of a City rappellent clairement les cris de la guitare sur 21st Century Schizoid Man, Cadence and Cascade fait écho à I Talk to the Wind, et la chanson titre, In The Wake of Poseidon, est très proche de Epitaph. En revanche, King Crimson signe ici son premier titre entièrement instrumental, avec la longue pièce The Devil's Triangle. Une partie de cette pièce est par ailleurs inspirée du premier mouvement de la suite symphonique Les Planètes, de Gustav Holst : Mars.
Le titre Cat Food a une mesure en 19/8, inhabituelle pour un groupe de rock. Cat Food est également parue en single la même année, dans une version raccourcie d'environ deux minutes. La face B, Groon, est une pièce presque entièrement improvisée par Robert Fripp, et les frères Michael et Peter Giles. À l'occasion du 30e anniversaire de In the Wake of Poseidon, une version de l'album contenant les deux titres de ce single est publiée.

## Liste des titres

### Version originale (1970)
Toutes les paroles sont écrites par Peter Sinfield (sauf B1, B3), toute la musique est composée par Robert Fripp.
2e compositeur : Ian McDonald (B2, B3).
| 1. | Peace – A Beginning     |                   | 0:49 |
| 2. | Pictures of a City      | 42nd at Treadmill | 8:03 |
| 3. | Cadence and Cascade     |                   | 4:27 |
| 4. | In the Wake of Poseidon | Libra's Theme     | 7:56 |

| 1. | Peace – A Theme (Instrumental)      |                                                        | 1:15  |
| 2. | Cat Food                            |                                                        | 4:54  |
| 3. | The Devil's Triangle (Instrumental) | a). Merday Morn b). Hand of Sceiron c). Garden of Worm | 11:39 |
| 4. | Peace – An End                      |                                                        | 1:53  |

### Version 30e anniversaire (2000)
À l'occasion du 30e anniversaire de l'album, une réédition, contenant des titres bonus, a été publiée : ces deux titres sont ceux parus sur le EP Cat Food/Groon.
1. Peace – A Beginning – 0:49
2. Pictures of a City – 8:03
3. Cadence and Cascade – 4:27
4. In the Wake of Poseidon – 7:56
5. Peace – A Theme – 1:15
6. Cat Food – 4:54
7. The Devil's Triangle – 11:39
  - Merday Morn
  - Hand of Sceiron
  - Garden of Worm
8. Peace – An End – 2:54
Titres bonus
9. Cat Food (Single Version) - 2:47
10. Groon - 3:32

### Version 40e anniversaire (2010)
À l'occasion du 40e anniversaire de l'album, une version remasterisée, contenant de nombreux titres bonus (prises alternatives, inédits...) est parue.

#### CD (Original Album 2010 Mix)
1. Peace – A Beginning – 0:49
2. Pictures of a City – 8:03
3. Cadence and Cascade – 4:27
4. In the Wake of Poseidon – 7:56
5. Peace – A Theme – 1:15
6. Cat Food – 4:54
7. The Devil's Triangle – 11:39
  - Merday Morn
  - Hand of Sceiron
  - Garden of Worm
8. Peace – An End – 1:53
Titres bonus
9. Groon (2010 Mix) - 3:35
10. Peace - An End (Alternate Mix) - 2:06
11. Cadence and Cascade (Greg Lake Vocal) - 4:32

#### DVD-A

##### MLP Lossless 5.1 Surround/DTS 5.1 Digital Surround - 2010 mix
1. Peace – A Beginning
2. Pictures of a City
3. Cadence and Cascade
4. In the Wake of Poseidon
5. Peace – A Theme
6. Cat Food
7. The Devil's Triangle, part I
8. The Devil's Triangle, part II
9. The Devil's Triangle, part III
10. Peace – An End
11. Groon

##### MLP Lossless/LPCM - 2010 Stereo Mix
1. Peace – A Beginning
2. Pictures of a City
3. Cadence and Cascade
4. In the Wake of Poseidon
5. Peace – A Theme
6. Cat Food
7. The Devil's Triangle, part I
8. The Devil's Triangle, part II
9. The Devil's Triangle, part III
10. Peace – An End
11. Groon

##### Original 1970 Stereo Mix, 30e anniversaire Remaster
1. Peace – A Beginning
2. Pictures of a City
3. Cadence and Cascade
4. In the Wake of Poseidon
5. Peace – A Theme
6. Cat Food
7. The Devil's Triangle, part I
8. The Devil's Triangle, part II
9. The Devil's Triangle, part III
10. Peace – An End

##### Titres Bonus
1. Cat Food (single version)
2. Groon (single b-side)
3. Cadence and Cascade (unedited master)
4. Cadence and Cascade (Greg Lake guide vocal)
5. Cadence and Cascade (instrumental take from Wessex Studios)
6. Groon (take 1)
7. Groon (take 5)
8. Groon (take 15)
9. The Devil's Triangle (rehearsal version from Wessex Studios)
10. Peace – An End (alternative mix)

## Musiciens

### King Crimson
- Robert Fripp : guitare, mellotron (A2, A4, B3), célesta (A3), Höhner Pianet (B3)
- Peter Sinfield : EMS VCS3 (sauf A1, B1, B4)

### Accompagnateurs

#### Anciens musiciens de King Crimson
- Greg Lake : chant (sauf A3, B1, B3), guitare acoustique (sauf A3)
- Michael Giles : batterie (sauf A1, B1, B4)

#### Futurs musiciens de King Crimson
- Gordon Haskell : chant, guitare acoustique (A3)
- Mel Collins : saxophone (A2), flûte (A3)

#### Musiciens additionnels
- Peter Giles : basse (sauf A1, B1, B4)
- Keith Tippett : piano (A3, B2, B3)

## Production
- Robert Fripp, Peter Sinfield : Production, Direction
- Tony Page & Robin Thompson : Ingénieurs
- Tammo De Jong : Pochette extérieure
- Peter Sinfield : Pochette intérieure

## Charts
| Pays        | Durée du classement | Meilleur classement |
| ----------- | ------------------- | ------------------- |
| Australie   | 4 semaines          | 11e                 |
| Canada      | 8 semaines          | 28e                 |
| États-Unis  | 13 semaines         | 31e                 |
| Royaume-Uni | 12 semaines         | 4e                  |